# Amata alveus
Amata alveus là một loài bướm đêm thuộc phân họ Arctiinae, họ Erebidae.